# Шампањ си Оаз
Шампањ си Оаз (фр. Champagne-sur-Oise) је насељено место у Француској у региону Париски регион, у департману Долина Оазе.
По подацима из 2011. године у општини је живело 4685 становника, а густина насељености је износила 495,77 становника/km².

## Демографија
| 1962. | 1968. | 1975. | 1982. | 1990. | 2011. |
| ----- | ----- | ----- | ----- | ----- | ----- |
| 2.136 | 2.381 | 2.666 | 3.110 | 3.700 | 4.685 |